# جام برندگان جام اقیانوسیه
جام برندگان جام اقیانوسیه یکی از دو تورنمنت اصلی اقیانوسیه (همراه با لیگ قهرمانان اقیانوسیه) برای باشگاه‌ها بود. این بازی فقط در سال ۱۹۸۷ برگزار شد و سیدنی سیتی (از استرالیا، که در سال ۱۹۸۶ به عنوان برنده جام ان‌اس‌ال انتخاب شد) در یک مسابقه در برابر نورث شور یونایتد (از نیوزیلند، برنده جام چاتام در سال ۱۹۸۶) برنده شد.

## بازی
| سیدنی سیتی            | ۲–۰ | نورث شور یونایتد |
| --------------------- | --- | ---------------- |
| ساد ۲۹' · مک‌کولاچ ۳۹' |     |                  |

## بازیکنان

### نورث شور یونایتد
گیلگریست، لودر، آیرونساید، سیمپسون، دارلینگتون (هاردینگ)، کول، بوث، هابز، مکی، هریسون (ورسلی)، هاگان

### سیدنی سیتی
گاسلینگ، رودریگز، رابرتسون، اوکانر، هوکر، لی، سونس (پریش)، مک‌کولاچ، دی ماریگنی، بارنز، ساد (پترسون)؛ مربی: ادی تامسون